# جاناتان فردریک لاتن
جاناتان فردریک لاتن (انگلیسی: J. F. Lawton؛ زادهٔ ۱۱ اوت ۱۹۶۰) یک کارگردان، تهیه‌کننده، و فیلم‌نامه‌نویس اهل ایالات متحده آمریکا است.